# Karol Bāgh
Karol Bāgh är en del av en befolkad plats i Indien.   Den ligger i distriktet Central Delhi och delstaten National Capital Territory of Delhi, i den norra delen av landet, i huvudstaden New Delhi. Karol Bāgh ligger 231 meter över havet och antalet invånare är 505 241.
Terrängen runt Karol Bāgh är platt. Runt Karol Bāgh är det mycket tätbefolkat, med 10 000 invånare per kvadratkilometer. Närmaste större samhälle är Delhi, 4,0 km öster om Karol Bāgh. Runt Karol Bāgh är det i huvudsak tätbebyggt.